# Radisson (Saskatchewan)
Radisson is een plaats (town) in de Canadese provincie Saskatchewan en telt 401 inwoners (2001).
De plaats is genoemd naar de ontdekkingsreiziger Pierre-Esprit Radisson.